# Ranunculus pedicellatus
Ranunculus pedicellatus Hand.-Mazz. – gatunek rośliny z rodziny jaskrowatych (Ranunculaceae Juss.). Występuje endemicznie w Chinach, w północno-zachodniej części Syczuanu. 

## Morfologia
PokrójBylina dorastająca do 5–10 cm wysokości.
LiścieSą trójdzielne. W zarysie mają kształt od deltoidalnego do pięciokątnego. Mierzą 2,5–7 cm długości oraz 0,5–1 cm szerokości. Nasada liścia ma sercowaty ucięty kształt. Ogonek liściowy jest nagi i ma 2,5–4,5 cm długości.
KwiatySą pojedyncze. Pojawiają się na szczytach pędów. Mają żółtą barwę. Dorastają do 10–13 mm średnicy. Mają 5 podłużnych działek kielicha, które dorastają do 5 mm długości. Mają 5 lub 6 owalnych płatków o długości 4–7 mm.

## Biologia i ekologia
Rośnie na łąkach. Występuje na obszarze górskim na wysokości około 4500 m n.p.m. Kwitnie w sierpniu. 